# Какау
Джеронимо Мария Баррето Клаудемир да Силва (порт.-браз. Jeronimo Maria Barreto Claudemir da Silva; 27 марта 1981, Санту-Андре), более известный под именем Какау (порт.-браз. Cacau) — немецкий футболист бразильского происхождения. Его брат Владемир Джеронимо Баррето также является футболистом.

## Карьера

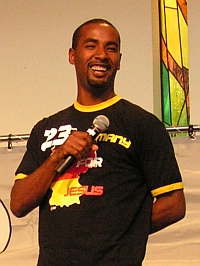
Какау пытается петь

Какау родился в очень бедной и трудной семье: «Мой отец пил очень много, поэтому часто оказывался в клинике. А моя мать работала уборщицей, и ей приходилось очень несладко. Нам с братом также приходилось работать, чтобы хоть как-то пополнить семейный бюджет. Она (мать Какау) сыграла очень важную роль в нашей жизни и не уставала говорить нам о значении школы и образования».
Карьера Какау началась в клубе «Атлетико Насьонал». Переехав в Германию, играл в клубе 5-го немецкого дивизиона — «Тюркгюджю». Оттуда он перешёл в «Нюрнберг», где играл за резервный состав клуба. После удачных матчей 18 ноября 2001 года он дебютировал в основном составе команды в матче чемпионата Германии против «Ганзы». 8 декабря во втором своём матче за основной состав Какау забил свой первый гол, но это не спасло «Нюрнберг» от поражения со счётом 2:4 в матче с «Байером». Какау закончил свой первый сезон с 6 голами в 17 играх. В следующем сезоне Какау выходил на поле как игрок основного состава, но забил лишь 2 гола в 27 матчах, а «Нюрнберг» вылетел во вторую бундеслигу.
В январе 2003 года Какау подписал контракт со «Штутгартом». В первый же сезон он 4 раза появился на поле в матчах Лиги чемпионов, но всё же чаще оставался на скамейке запасных. В сезоне 2004/05 Какау забил 12 мячей, став вторым бомбардиром клуба, в начале того же сезона была удачная серия в Кубке УЕФА, где он забивал в трёх подряд матчах турнира.
После неудачного сезона 2005/06, когда он забил лишь 4 мяча, в сезоне 2006/07 Какау становится одним из ключевых игроков команды, забив 13 голов (второй результат в клубе). Забив оба гола в ключевой игре с «Баварией» (2:0) и принеся победу в тяжёлой игре с «Бохумом» (3:2), Какау со «Штутгартом» стал чемпионом Германии. В том же сезоне он помог «Штутгарту» выйти в финал Кубка Германии, забив 5 голов в 6 играх, включая гол в финале против его бывшей команды — «Нюрнберга», однако через 11 минут Какау был заменен, а «Нюрнберг» в дополнительное время победил 3:2.
В сезоне 2007/08 Какау 5 раз выходил в матчах Лиги чемпионов, забив первый гол «Штутгарта» на турнире против «Рейнджерс». А всего он забил 9 голов в 27 играх.
Начало сезона 2008/09 Какау пропустил из-за травмы паха, однако 17 сентября поступило сообщение, что он восстановился и готов выйти на поле.
2 мая 2010 года Какау продлил контракт со «Штутгартом» на 3 года, несмотря на то, что до этого говорил, что точно покинет клуб.
Сезон 2010/11 вышел у форварда скомканным: он получил несколько травм.
22 марта 2013 года Какау продлил контракт с немецким клубом до июля 2014 года. 11 августа 2014 года футболист перешёл в японский клуб «Сересо Осака».

## Карьера в сборной
29 мая 2009 года Какау надел майку сборной Германии по футболу в товарищеском матче с Китаем, выйдя на замену вместо Гомеса. А 4 июня провёл свой второй матч в сборной, выйдя после перерыва и сыграв до конца игры. 13 мая в товарищеской встрече со сборной Мальты, отметился дублем; сборная Германии в том матче одержала победу со счётом 3:0. 29 мая, в матче с Венгрией, он при счете 2:0 в пользу его команды воспользовался ошибкой соперника и на 73-й минуте сделал счёт 3:0, ставший окончательным в матче; этот гол стал третьим, забитым им в составе национальной команды. 13 июня 2010 года, в матче с Австралией на чемпионате мира 2010, выйдя на замену забил гол и установил окончательный счёт 4:0 в пользу Германии.

## Достижения
Атлетико Насьонал
- Чемпион штата Сан-Паулу: 1998

Штутгарт
- Чемпион Германии: 2006/07
- Финалист Кубка Германии: 2006/07; 2012/13